# جایزه بزرگ موناکو ۱۹۷۶
جایزه بزرگ موناکو ۱۹۷۶ (انگلیسی: ‎1976 Monaco Grand Prix‎) یک مسابقهٔ موتوری در رشتهٔ اتومبیل‌رانی فرمول یک بود که در تاریخ ۳۰ مهٔ ۱۹۷۶ در پیست موناکو واقع در مونت‌کارلو، موناکو برگزار شد. این گراند پری در میان ۱۶ گراند پری در فصل ۱۹۷۶، مسابقهٔ شمارهٔ ۶ بود.
در این مسابقه که در ۷۸ دور و به مسافت ۲۵۸٫۳۳۶ کیلومتر (۱۶۰٫۵۲۳ مایل) برگزار شد، پول پوزیشن توسط نیکی لائودا کسب شد و سریع‌ترین زمان برای طی یک دور پیست که برابر با ۱:۳۰٫۲۸ بود نیز توسط کلی رگاتزونی به ثبت رسید.
نیکی لائودا از تیم فراری، جودی شکتر از تیم تایرل-فورد و پاتریک دیپلر از تیم تایرل-فورد به‌ترتیب مقام‌های اول تا سوم مسابقه را کسب کردند.

## رده‌بندی قهرمانی پس از مسابقه
| جایگاه | راننده       | امتیاز |
| ------ | ------------ | ------ |
| ۱      | نیکی لائودا  | ۵۱     |
| ۲      | کلی رگاتزونی | ۱۵     |
| ۳      | پاتریک دیپلر | ۱۴     |
| ۴      | جودی شکتر    | ۱۴     |
| ۵      | یوخن ماس     | ۱۰     |
| منبع:  |              |        |

| جایگاه | سازنده      | امتیاز |
| ------ | ----------- | ------ |
| ۱      | فراری       | ۵۴     |
| ۲      | تایرل-فورد  | ۲۲     |
| ۳      | مک‌لارن-فورد | ۱۲     |
| ۴      | لیجیه-ماترا | ۷      |
| ۵      | لوتوس-فورد  | ۶      |
| منبع:  |             |        |

یادداشت
- تنها پنج جایگاه نخست از هر رده‌بندی نمایش داده شده‌است.